# Venkovský dům čp. 313 (Ústí nad Orlicí)
Venkovský dům čp. 313 stojí v ulici Lukesova v Ústí nad Orlicí v okrese Ústí nad Orlicí. Byl v roce 2002 Ministerstvem kultury České republiky prohlášen za kulturní památku ČR.

## Historie
Dům byl postaven v druhé polovině 18. století. Dům byl opravován v roce 2010 za finanční podpory programu Ministerstva kultury ČR Podpora obnovy kulturních památek prostřednictvím obcí s rozšířenou působností.

## Popis
Jedná se o přízemní roubenou stavbu s trojdílným komorovým uspořádáním, orientovanou okapovou stranou k ulici. Sedlová střecha má malý kuželový kabřinec, podlomenici a bedněný štít. Ve světnici je 2,95 m vysoký záklopový strop tvořený dvěma trámy a přelaťovanými fošnami. Za síni je situovaná černá kuchyně se šikmo valenou klenbou a dýmníkovým komínem. Třetí část je komora, která je vyzvednutá do polopatra, a malá kůlna. Z komory vede žebříkové schodiště do podkroví. Ke komoře je zvenčí přistavěn malý chlév. Zápraží situované k ulici je postaveno z pískovcových desek o rozměru 85 × 100 cm. Vstup je v dřevěné zárubni Se světlíkem v nadpraží. Dveře jsou kazetové dvoukřídlé.

## Zajímavosti
V domě se narodil opěrní pěvec Jan Ludevít Lukes.